# Gunnar Suolahti
Gunnar Wilhelm Suolahti (16. september 1876 - 26. december 1933) var en finsk historiker, bror til Hugo Suolahti.
Suolahti blev student 1894, Dr. phil. 1901, docent 1902 og professor i historie ved Helsinki Universitet 1918. Han var redaktør for "Finsk historisk tidskrift" 1907—10 samt 1907—12 for tidsskriftet "Aika". 
Af Suolahtis publikationer skal nævnes forskellige værker om Henrik Gabriel Porthan (1901—04), "Om Livet i Finland i 18. Aarhundrede" (1909), "Finske Præstegaarde i 18. Aarhundrede" (1912), "Finlands Præsteskab i 17. og 18. Aarhundred" (1920).